# Wärtsilä
Wärtsilä é uma fornecedora de equipamentos navais para construtores, armadores e operadores de embarcações e instalações offshore. Sua sede mundial esta localizada na Finlândia.

## Produtos
A rede própria de serviços globais da Wärtsilä cuida do maquinário de navios de seus clientes em cada estágio do ciclo de vida útil. A empresa fornece maquinário para navios, propulsão e soluções de manobras, bem como serviços para todos os tipos de embarcação.
A empresa também é a fornecedora líder de usinas termelétricas, serviços de operação e cuidado de vida útil na geração de energia descentralizada.
Para este mercado, a Wärtsilä entrega soluções de usina termelétricas de 1 a 300 MW. Tem atualmente uma rede de serviços e vendas globais em cerca de 70 países, com cerca de 18 mil funcionários no mundo.

## Wärtsilä Brasil
A subsidiária da Wärtsilä no Brasil foi fundada em 1990 para dar apoio ao número crescente de navios mercantes e portos de escala de clientes offshore na costa brasileira, bem como as atividades de construção naval local.
Além disso, durante os últimos anos, o número aumentado de instalações de usinas de energia abastecidas pela Wärtsilä contribuiu ainda mais para a importância da Wärtsilä Brasil.
Atualmente, a Wärtsilä no Brasil emprega cerca de 600 pessoas no Rio de Janeiro, Pernambuco e Manaus.
A Wärtsilä é uma empresa com mais de um século de experiência em servir os seus clientes em terra ou no mar. A companhia atua em duas áreas de negócios: - Marine e Energy - unidas pelos mesmos valores e visão. As vendas líquidas em 2010 em todo o mundo somaram cerca de 5 bilhões de Euros. Fundada em 1834 no município de Tohmajärvi – leste da Finlândia – e com sua Sede em Helsinque, Finlândia, a Wärtsilä emprega mais de 17 500 profissionais em 160 diferentes localidades em 70 países ao redor do mundo. A Wärtsilä opera mundialmente nos mercados da Europa, Ásia, Américas e África. Atualmente, 1% da energia de todo o mundo é produzida pelas usinas da Wärtsilä e um a cada três navios que estão presentes hoje nos oceanos possui a geração de energia fornecida pela Wärtsilä.
- NEGÓCIOS SHIP POWER - A Wärtsilä é a provedora líder em soluções de energia para maquinário naval, incluindo projetos navais, motores, grupos geradores, caixas redutoras, equipamentos de propulsão, sistemas de automação e distribuição de energia, bem como soluções de vedação para a indústria naval, atendendo a construtores, donos e operadores de qualquer tipo de embarcação marítima ou aplicação offshore.
- POWER PLANTS - A Wärtsilä é o fornecedor líder de plantas do mercado de geração descentralizada de energia.
- SERVICES - A Wärtsilä apoia seus clientes durante todo o ciclo de vida de suas instalações, através da otimização da eficiência e desempenho. Nós provemos o mais amplo portifólio de serviços na indústria, tanto para SHIP POWER quanto para
- POWER PLANTS. Oferecemos experiência, proximidade e presteza no atendimento para todos os clientes, independente de seus equipamentos, buscando as melhores soluções ecológicas.

## Ligação externa
- (em inglês) Site oficialinglês